# Vanneau du Sénégal
Vanellus senegallus
Espèce
Synonymes
- Parra senagalla
- Afribyx lateralis
- Afribyx senegallus

Statut de conservation UICN

 LC  : Préoccupation mineure
Le Vanneau du Sénégal (Vanellus senegallus) ou vanneau caronculé, est une espèce d'oiseau appartenant au groupe des limicoles et à la famille des Charadriidae.

## Systématique

### Taxinomie
SynonymesParra senagalla (protonyme), Afribyx lateralis, Afribyx senegallus.

### Sous-espèces
D'après la classification de référence (version 14.1, 2024) de l'Union internationale des ornithologues, le Vanneau du Sénégal possède 2 sous-espèces (ordre philogénique) :
- Vanellus senegallus senegallus (Linnaeus, 1766) ;
- Vanellus senegallus lateralis A. Smith 1839.

Vanellus senegallus major (Neumann, 1914) n'est pas considérée comme une sous-espèce par avibase ou l'Union internationale des ornithologues.